# Raymond Firth
Sir Raymond William Firth (25. března 1901 Auckland – 22. února 2002 Londýn) byl novozélandský antropolog, profesor antropologie na London School of Economics, žák Bronisława Malinowského a jeden z hlavních představitelů ekonomické antropologie

## Život a dílo
Narodil se v Aucklandu na Novém Zélandu. Studoval ekonomii na univerzitě v Aucklandu. Doktorát v oboru sociální antropologie získal na londýnské London School of Economics and Political Science (LSE) za práci Ekonomika novozélandských Maorů. Několik let působil na univerzitě v Sydney a posléze se vrátil do Londýna. Po smrti Bronislawa Malinowského byl v roce 1944 jmenován profesorem a převzal vedení katedry sociální antropologie na LSE. Později působil také na univerzitách ve Spojených státech a na Novém Zélandu. V roce 1973 byl pasován na rytíře a roku 2002 mu byla udělena Leverhulmská medaile za mimořádný přínos pro antropologii ve 20. století. Terénní výzkum opakovaně prováděl na ostrově Tikopia na Šalomounových ostrovech a v Malajsii. Středem jeho zájmu byly především sociální struktura, ekonomika a náboženství. Také zkoumal příbuzenský systém v evropských společnostech, dělnickou a střední třídu v Londýně. Firth si vzal za manželku antropoložku Rosemary Firthovou, se kterou měl syna Hugha. LSE ještě za života obou vědců zřídila stipendium Rosemary and Raymonda Firthových (Rosemary and Raymond Firth Award) pro doktorandské studenty, kteří studují vedení a chod domácností.

## Výběr z bibliografie
- We, the Tikopia: A Sociological Study of Kinship in Primitive Polynesia (1936)
- Human Types: An Introduction to Social Anthropology (1938)
- Primitive Polynesian Economy (1939)
- The Work of the Gods in Tikopia (1940)
- Essays on Social Organization and Values (1964)
- Malay Fishermen: Their Peasant Economy (1966)
- Tikopia Ritual and Belief (1967)
- Rank and Religion in Tikopia (1970)
- Symbols: Public and Private (1973)